# Maria Soxbo
Jenny Maria Soxbo, född 1977, är en svensk journalist, föreläsare, författare och hållbarhetsprofil.
Hon är uppväxt i Timrå, studerade till journalist på Mittuniversitetet i Sundsvall och flyttade därefter till Stockholm. Där arbetade hon som redaktionschef på Solo, chefredaktör på Plaza Kvinna, chefredaktör på Modette och redaktionschef på Elle. Drev under många år inredningsbloggen Husligheter, för att sedan gira om för att arbeta med klimat och hållbarhet på olika sätt – bland annat i sociala medier under eget namn.   
Medgrundare till den ideella organisationen Klimatklubben, och har sått bakom en rad omställningsprojekt, så som cirkulära pop up-butiker, utställningar och demokratisatsningar.  
Hon har skrivit böckerna Gör skillnad – från klimatångest till handlingskraft (Norstedts 2019), antologin Det smarta landet (Volante, 2020, Klimatasken – stora förändringar i litet format (Novellix 2020) och Ställ om – allt att vinna på ett klimatsmartliv (Norstedts 2023). 
Utsedd till Årets röst av Plaza Interiör 2023
Utsedd till Årets miljökämpe av tidningen Amelia 2022
Nominerad till Erikshjälpens "Årets secondhand profil" 2022 (med Klimatklubben) 
Nominerad till Bixia Klimathjälte 2021 (med Klimatklubben)
Nominerad i WWFs Årets miljöhjälte i kategorin “Ekologiska fotavtryck/klimat” 2021 (med Klimatklubben)
Listad på 25:e plats på Aktuell hållbarhets 101 hållbarhetsmäktigaste 2021
Utsedd till Årets framtidsmama 2019 (med Klimatklubben)
Nominerad till Årets influencer "ELLE DECORATION SWEDISH DESIGN AWARDS 2019"